# Vladislavs Hotuļevs
Vladislavs Hotuļevs est un joueur letton de volley-ball né le 15 décembre 1980 à Daugavpils. Il mesure 2,00 m et joue central.

## Clubs
| Club                      | De        | À         |
| ------------------------- | --------- | --------- |
| Ozolnieki Poliurs         |           | 2001-2002 |
| Lāse-R/Rīga               | 2002-2003 | 2003-2004 |
| Nice Volley-Ball          | 2004-2005 | 2004-2005 |
| Paris Volley              | 2005-2006 | 2005-2006 |
| AS Cannes                 | 2006-2007 | 2007-2008 |
| Unicaja Almeria           | 2008-2009 | 2008-2009 |
| Dynamo-Yantar Kaliningrad | sep 2010  | jan 2011  |
| Rennes Volley 35          | jan 2011  | avr 2011  |
| Beauvais OUC              | 2011-2012 | 2011-2012 |

## Palmarès
- Championnat d'Espagne
  - Finaliste : 2009
- Championnat de France (2)
  - Vainqueur : 2006, 2007
- Supercoupe de France (2)
  - Vainqueur : 2006, 2007
- Coupe de France (1)
  - Vainqueur :  2007